# Wibaux
Wibaux é uma cidade  localizada no estado americano de Montana, no Condado de Wibaux.

## Demografia
Segundo o censo americano de 2000, a sua população era de 567 habitantes.
Em 2006, foi estimada uma população de 485, um decréscimo de 82 (-14.5%).

## Geografia
De acordo com o United States Census Bureau tem uma área de
2,8 km², dos quais 2,8 km² cobertos por terra e 0,0 km² cobertos por água. Wibaux localiza-se a aproximadamente 848 m acima do nível do mar.

## Localidades na vizinhança
O diagrama seguinte representa as localidades num raio de 44 km ao redor de Wibaux.